# Lutz Grosser
Lutz Grosser (* 14. März 1961 in Burg) ist ein ehemaliger deutscher Handballtorwart.
Grosser begann mit dem Handballsport bei der SG Dynamo Brandenburg-West, die ihn 1978 zum SC Dynamo Berlin delegierte. Er war außerdem von 1991 bis 2001 für den TBV Lemgo in der Handball-Bundesliga und anschließend für die HSG Augustdorf/Hövelhof in der 2. Handball-Bundesliga Nord aktiv. Nach der Saison 2002/2003 beendete er seine Profikarriere. Grosser bestritt 269 Bundesligaspiele.
Mit Lemgo wurde Grosser 1997 Deutscher Meister und gewann 1995 und 1997 den DHB-Pokal sowie 1996 den Europapokal der Pokalsieger.
Im Aufgebot der Männer-Handballnationalmannschaft der DDR spielte Lutz Grosser bei der Weltmeisterschaft 1990, wo er mit seiner Mannschaft Achter wurde. Bereits 1984 wurde er mit dem Vaterländischen Verdienstorden in Gold ausgezeichnet.
Im Jahr 1996 bescheinigte ihm das Handball-Magazin „internationale Klasse“.
Er arbeitete nach seiner Spielerkarriere als Geschäftsstellenleiter der Lippischen Landes-Brandversicherungsanstalt und als Schiedsrichterbetreuer beim TBV Lemgo.